# Pietro Tenerani
Pietro Tenerani (11. november 1789 i Torano nær Carrara i Italien – 14. december 1869 i Rom) var en italiensk skulptør.